# Fagals
Les fagals (Fagales) són un ordre de plantes angiospermes, llenyoses i generalment unisexuals. El nom de l'ordre deriva del gènere Fagus, faigs. Pertanyen al grup dels ròsids de les dicotiledònies. Fagals agrupa prop de trenta gèneres i un miler d'espècies, entre els quals es troben molts dels arbres més habituals dels boscos dels Països catalans, com roures, alzines, sureres, faigs, bedolls, castanyers, avellaners o verns.
Els Fagals pertanyen al clade de les angiospermes la circumscripció del qual va variar molt en cada sistema de classificació, sent l'avui acceptada com monofilètica. En el sistema de Cronquist però, la circumscripció era diferent, tenia només les famílies Fagaceae i Betulaceae (Nothofagaceae estava inclosa a Fagaceae), i els caràcters comuns elles eren els següents: plantes llenyoses, d'hàbit arbori o arbustiu, flors unisexuals i regularment en aments erectes o pèndols; de vegades les femenines solitàries o formant grups reduïts (a Fagaceae); solen portar 2 primordis seminals anàtrops per carpel, embrió desenvolupat, pol·linització anemofília principalment.

## Classificació
La seva circumscripció en els sistemes de classificació ha variat molt. Les famílies i gèneres inclosos actualment són els següents:
- Betulaceae - família del bedoll (Alnus, Betula, Carpinus, Corylus, Ostrya, Ostryopsis)
- Casuarinaceae - família del roure (Allocasuarina, Casuarina, Ceuthostoma, Gymnostoma)
- Fagaceae - Família del faig (Castanea, Castanopsis, Chrysolepis, Colombobalanus, Fagus, Lithocarpus, Notholithocarpus, Quercus)
- Juglandaceae - família de la noguera (Alfaroa, Carya, Cyclocarya, Engelhardia, Juglans, Oreomunnea, Platycarya, Pterocarya, Rhoiptelea)
- Myricaceae - família dels bayberry (Canacomyrica, Comptonia, Myrica)
- Nothofagaceae - família del faig del sud (Nothofagus)
- Ticodendraceae - família dels ticodendrons (Ticodendron)

El sistema Cronquist més antic només incloïa quatre famílies (Betulaceae, Corylaceae, Fagaceae, Ticodendraceae; Corylaceae que ara s'inclou dins les Betulaceae); aquest arranjament va seguit, per exemple, de la llista mundial de famílies de plantes seleccionades. Les característiques comunes en aquest moment eren que eren plantes llenyoses, d'hàbit arbori o arbustiu, amb flors unisexuals i normalment aments erectes o pènduls; acostumen a portar dos primordis seminals anàtrops per carpel, embrió desenvolupat, pol·linització anemòfila principalment.
Les altres famílies es van dividir en tres ordres diferents, col·locats entre els Hamamelidae. Els Casuarinales comprenien la família única Casuarinaceae, els Juglandales comprenien les Juglandaceae i Rhoipteleaceae, i els Myricales comprenien les formes restants (més Balanops). El canvi es deu als estudis que suggereixen que els Myricales, així definits, són parafilètics dels altres dos grups.

## Característiques
La majoria dels fagals són pol·linitzades pel vent i són monoiques amb flors unisexuals.

## Història evolutiva
El membre més antic de l'ordre és la flor Soepadmoa de l'amber de New Jersey del Turonià tardà - Coniacià, que és una evolució amb característiques tant de Nothofagus com d'altres Fagals, cosa que suggereix que l'avantpassat de tots els Fagals era semblant a Nothofagus. En concret, l'ordre té un excel·lent registre de micro i macrofòssils, amb ocurrències de cada família que es remunten a principis del Cenozoic i amb parents que es remunten al cretàcic. Els patrons anatòmics de la fusta que caracteritza a cadascuna de les famílies s'han estudiat analitzant també els registres de les fustes del cretàcic i el Paleogen assignades als fagals per ajudar a comprendre la història geològica de l'ordre i de les famílies que el componen.

## Interès econòmic
La fusta d'aquests arbres és molt apreciada, sobretot la dels faig, castanyer, alguns roures americans i el faig austral. De l'alzina se'n valora l'alt poder calorífic, motiu pel qual se l'ha utilitzat per a l'obtenció de llenya i carbó vegetal. El suro de l'alzina surera s'extreu cada 8 o 10 anys i és un material al qual s'ha donat molts usos sobretot pel fet de ser un material aïllant. El castanyer s'ha conreat pel seu fruit, molt apreciat, mentre que les glans d'alguns suros s'utilitzen per aliment del bestiar. La majoria de les espècies de fagals s'utilitzen com a ornamentals, algunes d'elles per la seva singularitat pigmentació a la tardor.

## Sistemàtica
La filogenètica molecular moderna suggereix les relacions següents:
|  | Myricaceae   |
|  |              |
|  | Juglandaceae |
|  |              |

|  | \| \| Ticodendraceae \| \| \| \| \| \| Betulaceae \| \| \| \| |
|  |                                                               |
|  | Casuarinaceae                                                 |
|  |                                                               |
|  | Ticodendraceae                                                |
|  |                                                               |
|  | Betulaceae                                                    |
|  |                                                               |

|  | Ticodendraceae |
|  |                |
|  | Betulaceae     |
|  |                |

|  | Myricaceae   |
|  |              |
|  | Juglandaceae |
|  |              |

|  | \| \| Ticodendraceae \| \| \| \| \| \| Betulaceae \| \| \| \| |
|  |                                                               |
|  | Casuarinaceae                                                 |
|  |                                                               |
|  | Ticodendraceae                                                |
|  |                                                               |
|  | Betulaceae                                                    |
|  |                                                               |

|  | Ticodendraceae |
|  |                |
|  | Betulaceae     |
|  |                |

|  | Myricaceae   |
|  |              |
|  | Juglandaceae |
|  |              |

|  | \| \| Ticodendraceae \| \| \| \| \| \| Betulaceae \| \| \| \| |
|  |                                                               |
|  | Casuarinaceae                                                 |
|  |                                                               |
|  | Ticodendraceae                                                |
|  |                                                               |
|  | Betulaceae                                                    |
|  |                                                               |

|  | Ticodendraceae |
|  |                |
|  | Betulaceae     |
|  |                |

|  | Myricaceae   |
|  |              |
|  | Juglandaceae |
|  |              |

|  | \| \| Ticodendraceae \| \| \| \| \| \| Betulaceae \| \| \| \| |
|  |                                                               |
|  | Casuarinaceae                                                 |
|  |                                                               |
|  | Ticodendraceae                                                |
|  |                                                               |
|  | Betulaceae                                                    |
|  |                                                               |

|  | Ticodendraceae |
|  |                |
|  | Betulaceae     |
|  |                |

|  | Myricaceae   |
|  |              |
|  | Juglandaceae |
|  |              |

|  | \| \| Ticodendraceae \| \| \| \| \| \| Betulaceae \| \| \| \| |
|  |                                                               |
|  | Casuarinaceae                                                 |
|  |                                                               |
|  | Ticodendraceae                                                |
|  |                                                               |
|  | Betulaceae                                                    |
|  |                                                               |

|  | Ticodendraceae |
|  |                |
|  | Betulaceae     |
|  |                |

|  | Myricaceae   |
|  |              |
|  | Juglandaceae |
|  |              |

|  | \| \| Ticodendraceae \| \| \| \| \| \| Betulaceae \| \| \| \| |
|  |                                                               |
|  | Casuarinaceae                                                 |
|  |                                                               |
|  | Ticodendraceae                                                |
|  |                                                               |
|  | Betulaceae                                                    |
|  |                                                               |

|  | Ticodendraceae |
|  |                |
|  | Betulaceae     |
|  |                |

|  | Myricaceae   |
|  |              |
|  | Juglandaceae |
|  |              |

|  | \| \| Ticodendraceae \| \| \| \| \| \| Betulaceae \| \| \| \| |
|  |                                                               |
|  | Casuarinaceae                                                 |
|  |                                                               |
|  | Ticodendraceae                                                |
|  |                                                               |
|  | Betulaceae                                                    |
|  |                                                               |

|  | Ticodendraceae |
|  |                |
|  | Betulaceae     |
|  |                |

|  | Myricaceae   |
|  |              |
|  | Juglandaceae |
|  |              |

|  | \| \| Ticodendraceae \| \| \| \| \| \| Betulaceae \| \| \| \| |
|  |                                                               |
|  | Casuarinaceae                                                 |
|  |                                                               |
|  | Ticodendraceae                                                |
|  |                                                               |
|  | Betulaceae                                                    |
|  |                                                               |

|  | Ticodendraceae |
|  |                |
|  | Betulaceae     |
|  |                |

|  | Myricaceae   |
|  |              |
|  | Juglandaceae |
|  |              |

|  | \| \| Ticodendraceae \| \| \| \| \| \| Betulaceae \| \| \| \| |
|  |                                                               |
|  | Casuarinaceae                                                 |
|  |                                                               |
|  | Ticodendraceae                                                |
|  |                                                               |
|  | Betulaceae                                                    |
|  |                                                               |

|  | Ticodendraceae |
|  |                |
|  | Betulaceae     |
|  |                |

|  | Myricaceae   |
|  |              |
|  | Juglandaceae |
|  |              |

|  | \| \| Ticodendraceae \| \| \| \| \| \| Betulaceae \| \| \| \| |
|  |                                                               |
|  | Casuarinaceae                                                 |
|  |                                                               |
|  | Ticodendraceae                                                |
|  |                                                               |
|  | Betulaceae                                                    |
|  |                                                               |

|  | Ticodendraceae |
|  |                |
|  | Betulaceae     |
|  |                |

|  | Myricaceae   |
|  |              |
|  | Juglandaceae |
|  |              |

|  | \| \| Ticodendraceae \| \| \| \| \| \| Betulaceae \| \| \| \| |
|  |                                                               |
|  | Casuarinaceae                                                 |
|  |                                                               |
|  | Ticodendraceae                                                |
|  |                                                               |
|  | Betulaceae                                                    |
|  |                                                               |

|  | Ticodendraceae |
|  |                |
|  | Betulaceae     |
|  |                |

|  | Myricaceae   |
|  |              |
|  | Juglandaceae |
|  |              |

|  | \| \| Ticodendraceae \| \| \| \| \| \| Betulaceae \| \| \| \| |
|  |                                                               |
|  | Casuarinaceae                                                 |
|  |                                                               |
|  | Ticodendraceae                                                |
|  |                                                               |
|  | Betulaceae                                                    |
|  |                                                               |

|  | Ticodendraceae |
|  |                |
|  | Betulaceae     |
|  |                |

|  | Myricaceae   |
|  |              |
|  | Juglandaceae |
|  |              |

|  | \| \| Ticodendraceae \| \| \| \| \| \| Betulaceae \| \| \| \| |
|  |                                                               |
|  | Casuarinaceae                                                 |
|  |                                                               |
|  | Ticodendraceae                                                |
|  |                                                               |
|  | Betulaceae                                                    |
|  |                                                               |

|  | Ticodendraceae |
|  |                |
|  | Betulaceae     |
|  |                |

|  | Myricaceae   |
|  |              |
|  | Juglandaceae |
|  |              |

|  | \| \| Ticodendraceae \| \| \| \| \| \| Betulaceae \| \| \| \| |
|  |                                                               |
|  | Casuarinaceae                                                 |
|  |                                                               |
|  | Ticodendraceae                                                |
|  |                                                               |
|  | Betulaceae                                                    |
|  |                                                               |

|  | Ticodendraceae |
|  |                |
|  | Betulaceae     |
|  |                |

|  | Myricaceae   |
|  |              |
|  | Juglandaceae |
|  |              |

|  | \| \| Ticodendraceae \| \| \| \| \| \| Betulaceae \| \| \| \| |
|  |                                                               |
|  | Casuarinaceae                                                 |
|  |                                                               |
|  | Ticodendraceae                                                |
|  |                                                               |
|  | Betulaceae                                                    |
|  |                                                               |

|  | Ticodendraceae |
|  |                |
|  | Betulaceae     |
|  |                |

|  | Myricaceae   |
|  |              |
|  | Juglandaceae |
|  |              |

|  | \| \| Ticodendraceae \| \| \| \| \| \| Betulaceae \| \| \| \| |
|  |                                                               |
|  | Casuarinaceae                                                 |
|  |                                                               |
|  | Ticodendraceae                                                |
|  |                                                               |
|  | Betulaceae                                                    |
|  |                                                               |

|  | Ticodendraceae |
|  |                |
|  | Betulaceae     |
|  |                |

## Galeria d'imatges

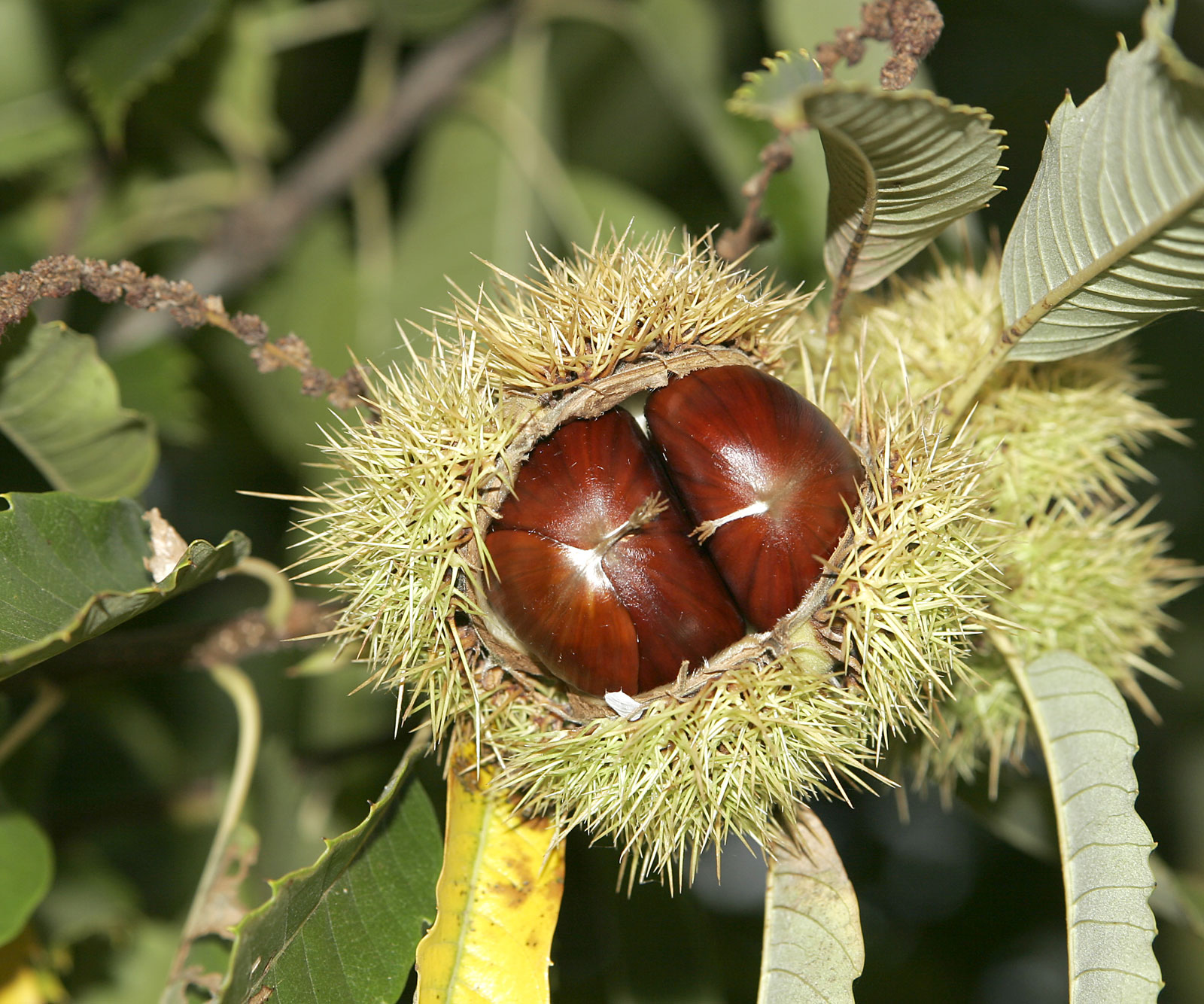
Fruit del castanyer
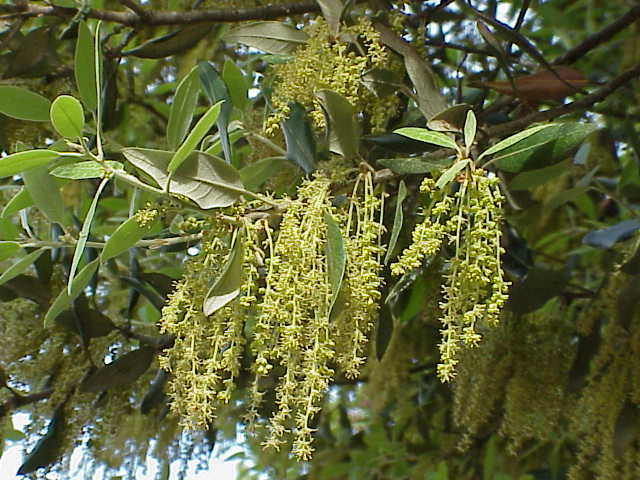
Inflorescències masculines de l'alzina